# Gwynyth Walsh
Gwynyth Walsh (* 1955 in Winnipeg, Manitoba) ist eine kanadische Schauspielerin. Bekannt ist sie für ihre Fernsehserienrollen Dr. Patricia Da Vinci in Da Vinci’s Inquest und B’Etor im Star-Trek-Universum.

## Leben
Walsh wuchs in Vancouver, British Columbia auf. Nachdem sie ihren Bachelor of Fine Arts an der University of Alberta erlangte, startete ihre Theaterkarriere auf Bühnen in Kanada und den USA. Sie spielte dabei in Klassikern wie Tod eines Handlungsreisenden, als Eve in Diaries of Adam and Eve, König Lear, Henry IV., als Beatrice in Viel Lärm um nichts (1990), für diese Rolle gewann sie den Drama-Logue Award als beste Schauspielerin und als Prospero in Der Sturm, wofür sie eine Jessie-Richards-Award-Nominierung bekam. Im Oktober 2011 war sie als Nora in Cups zu sehen.
In Film und Fernsehen ist sie für ihre Rollen Dr. Patricia Da Vinci in der Award-ausgezeichneten Fernsehserie Da Vinci’s Inquest (1998–2002) und der jüngeren „Duras-Schwester“ B’Etor, die sie an der Seite von Barbara March in den Fernsehserien Raumschiff Enterprise – Das nächste Jahrhundert (1991–1994) und Star Trek: Deep Space Nine (1993) sowie im Film Star Trek: Treffen der Generationen (1994) verkörperte, bekannt. Sie spielte in vielen weiteren Filmen, wie etwa in Insect (1987), The Portrait (1992), Das Biest (1993), Ein raffinierter Coup (1994), Schreckensflug der Boeing 767 (1995), Dark Ocean – Ein teuflischer Plan (1997) und Crossing Fields (1997). Für ihren Auftritt als Sarah im 2004 erschienenen Kurzfilm Flush bekam sie 2005 einen Leo Award als beste Schauspielerin in einem Kurzfilmdrama. Eine weitere Leo-Award-Nominierung als beste Schauspielerin in einem Kurzfilmdrama bekam sie 2007 für den 2006 veröffentlichten Kurzfilm The Sparkle Lite Motel.
Zu den zahlreichen weiteren Fernsehserien, in denen sie zu sehen war, gehören Adderly (1986), Die Waffen des Gesetzes (1987–1988), L.A. Law – Staranwälte, Tricks, Prozesse (1989), Tropical Heat (1991–1992), Matlock (1990, 1993), In der Hitze der Nacht (1994), One West Waikiki (1995–1996), New York Cops – NYPD Blue (2000–2001), The Whispers (2015), Beat Bugs (2016) und Van Helsing (2016).
Seit 2006 ist Walsh mit dem Schauspieler Chris Britton verheiratet.

## Filmografie

### Film
- 1983: Pajama Tops (Fernsehfilm)
- 1984: Iolanthe (Fernsehfilm)
- 1987: Insect
- 1987: A Child’s Christmas in Wales (Fernsehfilm)
- 1988: The Return of Ben Casey (Fernsehfilm)
- 1988: Zu Weihnachten eine Ehefrau (The Christmas Wife, Fernsehfilm)
- 1988: Der Laden des Goldschmieds (La bottega dell’orefice)
- 1989: Mord im Paradies (Passion and Paradise, Fernsehfilm)
- 1991: Perry Mason und der glücklose Freund (Perry Mason: The Case of the Maligned Mobster, Fernsehfilm)
- 1991: Meggies Geheimnis (The Challengers, Fernsehfilm)
- 1991: The Girl from Mars (Fernsehfilm)
- 1991: Martyrium einer Mutter (My Son Johnny, Fernsehfilm)
- 1992: The Portrait
- 1993: Die Hölle in mir (Darkness Before Dawn, Fernsehfilm)
- 1993: Herz in Fesseln (Without a Kiss Goodbye, Fernsehfilm)
- 1993: Das Biest (The Crush)
- 1994: Star Trek: Treffen der Generationen (Star Trek Generations)
- 1994: Ein raffinierter Coup (Soft Deceit)
- 1995: Schreckensflug der Boeing 767 (Falling from the Sky: Flight 174, Fernsehfilm)
- 1995: The Other Mother: A Moment of Truth Movie (Fernsehfilm)
- 1995: Shock Treatment (Fernsehfilm)
- 1996: Wer hat meine Tochter ermordet? (Justice for Annie: A Moment of Truth Movie, Fernsehfilm)
- 1996: Jagdgründe des Verbrechens (The Limbic Region, Fernsehfilm)
- 1996: Terror an der Schule (Stand Against Fear, Fernsehfilm)
- 1997: Schwiegermutter – Du zerstörst meine Familie (The Perfect Mother, Fernsehfilm)
- 1997: Dark Ocean – Ein teuflischer Plan (2103: The Deadly Wake)
- 1997: Crossing Fields
- 1997: Aircrash – Katastrophe beim Take Off (Final Descent, Fernsehfilm)
- 1999: Zenon, die kleine Heldin des 21sten Jahrhunderts (Zenon: Girl of the 21st Century, Fernsehfilm)
- 1999: Unantastbar – Unsere ehrwürdigen Söhne (Our Guys: Outrage at Glen Ridge, Fernsehfilm)
- 1999: Geschenk der Liebe (A Gift of Love: The Daniel Huffman Story, Fernsehfilm)
- 2000: Getting Away with Murder: The JonBenet Ramsey Mystery (Fernsehfilm)
- 2000: Ein Engel auf Glatteis (Ice Angel, Fernsehfilm)
- 2003: Ein Schlitzohr namens Santa Claus (Stealing Christmas, Fernsehfilm)
- 2004: MXP: Most Xtreme Primate
- 2004: Flush (Kurzfilm)
- 2006: Flight 93 – Todesflug am 11. September (Flight 93, Fernsehfilm)
- 2006: Eight Days to Live (Fernsehfilm)
- 2006: The Sparkle Lite Motel (Kurzfilm)
- 2006: Holiday Wishes (Fernsehfilm)
- 2007: Nightmare (Fernsehfilm)
- 2008: Her Only Child (Fernsehfilm)
- 2008: Sea Beast – Das Ungeheuer aus der Tiefe (Troglodyte, Fernsehfilm)
- 2008: Barbie in: Eine Weihnachtsgeschichte (Barbie in ‚A Christmas Carol‘, Stimme)
- 2009: Storm Seekers (Fernsehfilm)
- 2009: No One Knows You Like Your Mother (Kurzfilm)
- 2010: One Angry Juror (Fernsehfilm)
- 2011: To the Mat (Fernsehfilm)
- 2013: The Christmas Ornament (Fernsehfilm)
- 2014: The Color of Rain (Fernsehfilm)
- 2014: In guten wie in schlechten Zeiten (For Better or for Worse, Fernsehfilm)
- 2014: Heavenly Match (Fernsehfilm)
- 2015: Ein wundervolles Geschenk (A Gift of Miracles, Fernsehfilm)
- 2015: Even Lambs Have Teeth
- 2015: ’Tis the Season for Love (Fernsehfilm)
- 2016: Chokeslam
- 2016: Journey Back to Christmas (Fernsehfilm)
- 2017: A Family of Ghosts (Kurzfilm)
- 2017: Hailey Dean Mystery: Deadly Estate (Fernsehfilm)
- 2017: Like Cats & Dogs (Fernsehfilm)
- 2017: My Favorite Wedding (Fernsehfilm)
- 2017: Hinter der Fassade (Fernsehfilm)
- 2018: It’s Christmas, Eve (Fernsehfilm)
- 2018: Homegrown Christmas (Fernsehfilm)

### Fernsehserien
- 1986: Adderly (eine Folge)
- 1986: Reporter des Verbrechens (Hot Shots, eine Folge)
- 1987–1988: Die Waffen des Gesetzes (Street Legal, 2 Folgen)
- 1988: Diamonds (eine Folge)
- 1988: Nachtstreife (Night Heat, eine Folge)
- 1988: Captain Power (eine Folge)
- 1988: T and T (eine Folge)
- 1988: Krieg der Welten (War of the Worlds, eine Folge)
- 1988: Ultraman – Mein geheimes Ich (My Secret Identity, eine Folge)
- 1988: Starting from Scratch (eine Folge)
- 1989: Erben des Fluchs (Friday the 13th: The Series, eine Folge)
- 1989: Alfred Hitchcock zeigt (Alfred Hitchcock Presents, eine Folge)
- 1989: Unbekannte Dimensionen (The Twilight Zone, eine Folge)
- 1989: L.A. Law – Staranwälte, Tricks, Prozesse (L.A. Law, 2 Folgen)
- 1989: Spacecop L.A. (Alien Nation, eine Folge)
- 1990: Mom P.I. (eine Folge)
- 1990: It’s Garry Shandling’s Show. (eine Folge)
- 1990, 1993: Matlock (2 Folgen)
- 1991: MacGyver (eine Folge)
- 1991: Beyond Reality (eine Folge)
- 1991–1992: Tropical Heat (Sweating Bullets, 2 Folgen)
- 1991–1994: Raumschiff Enterprise – Das nächste Jahrhundert (Star Trek: The Next Generation, 3 Folgen)
- 1992: Eerie, Indiana (eine Folge)
- 1992: Der Polizeichef (The Commish, eine Folge)
- 1993: Star Trek: Deep Space Nine (eine Folge)
- 1994: In der Hitze der Nacht (In the Heat of the Night, 2 Folgen)
- 1994: Nick Knight – Der Vampircop (Forever Knight, eine Folge)
- 1994: RoboCop (RoboCop: The Series, eine Folge)
- 1994: Melrose Place (eine Folge)
- 1994: Mord ist ihr Hobby (Murder, She Wrote, eine Folge)
- 1995–1996: One West Waikiki (2 Folgen)
- 1996: Sliders – Das Tor in eine fremde Dimension (Sliders, eine Folge)
- 1996–1997: High Incident – Die Cops von El Camino (High Incident, 2 Folgen)
- 1997: The Newsroom (eine Folge)
- 1997: Star Trek: Raumschiff Voyager (Star Trek: Voyager, eine Folge)
- 1998: Millennium – Fürchte deinen Nächsten wie Dich selbst (Millennium, eine Folge)
- 1998–2002: Da Vinci’s Inquest (46 Folgen)
- 1999: Zweimal im Leben (Twice in a Lifetime, eine Folge)
- 2000: Emergency Room – Die Notaufnahme (ER, eine Folge)
- 2000: Geheimprojekt X – Dem Bösen auf der Spur (Strange World, eine Folge)
- 2000–2001: New York Cops – NYPD Blue (NYPD Blue, 4 Folgen)
- 2002: Tom Stone (eine Folge)
- 2002: Stargate – Kommando SG-1 (Stargate SG-1, eine Folge)
- 2002: Smallville (eine Folge)
- 2002: Taken (Miniserie, eine Folge)
- 2005: The Collector (eine Folge)
- 2005: Masters of Horror (eine Folge)
- 2006: Welcome, Mrs. President (Commander in Chief, eine Folge)
- 2007: Tin Man – Kampf um den Smaragd des Lichts (Tin Man, Miniserie, 3 Folgen)
- 2008: Supernatural (eine Folge)
- 2009: Knights of Bloodsteel (Miniserie, 2 Folgen)
- 2013: American Horror Story (eine Folge)
- 2013: R. L. Stine’s The Haunting Hour (eine Folge)
- 2014: Continuum (eine Folge)
- 2014: The Lottery (eine Folge)
- 2015: The Whispers (2 Folgen)
- 2016: Beat Bugs (6 Folgen, Stimme)
- 2016: Van Helsing (3 Folgen)
- 2019: The Man in the High Castle (2 Folgen)
- 2019: The 100 (2 Folgen)
- 2019: Black Summer
- seit 2019: Virgin River

### Videospiele
- 1998: Star Trek: The Next Generation – Klingon Honor Guard …als B’Etor
- 2017: The Long Dark …als Grey Mother

## Auszeichnungen und Nominierungen
- Drama-Logue Award als beste Schauspielerin für Viel Lärm um nichts
- Jessie-Richards-Award-Nominierung für Der Sturm
- 2005: Leo Award als beste Schauspielerin in einem Kurzfilmdrama für Flush[5]
- 2007: Leo-Award-Nominierung als beste Schauspielerin in einem Kurzfilmdrama für The Sparkle Lite Motel[6]